# Корновеккьо
Корновеккьо (итал. Cornovecchio) — коммуна в Италии, располагается в регионе Ломбардия, в провинции Лоди.
Население составляет 219 человек (2008 г.), плотность населения составляет 37 чел./км². Занимает площадь 6 км². Почтовый индекс — 26842. Телефонный код — 0377.
Покровительницей коммуны почитается Пресвятая Богородица, празднование в третье воскресение сентября.

## Демография
Динамика населения:

## Администрация коммуны
- Официальный сайт: